# Station Saint-Omer
Station Saint-Omer is een spoorwegstation in de Franse gemeente Sint-Omaars. Het wordt bediend door de treinen van de TER Hauts-de-France in de richtingen Lille-Flandres, Calais-Ville en Arras.